# 丁春秋
丁春秋，金庸武俠小說《天龍八部》中的反派角色之一，是金庸小說中武功超群的高手之一。原為逍遙派掌門無崖子的二弟子，天山童姥、李秋水的師侄，蘇星河的師弟。後背叛師門成了李秋水的情人，王夫人李清蘿的養父，星宿派的創派祖師，阿紫和游坦之的師父。
丁春秋為白髪老翁，臉色紅潤，神情瀟洒，宛若仙翁，猶如畫裏的神仙。但是個性與外貌完全相反，是個卑鄙無恥又好逢迎拍馬的人渣，天山童姥都稱其小無賴。他的弟子为拍他马屁，在江湖上招摇过市时阿谀奉承他为“星宿老仙”，出場時其身邊弟子總會喊著【星宿老仙，德配天地，威震寰宇，古今無比】，這4句台詞亦成為他的出場詞，江湖中人不恥其行徑而蔑稱「星宿老怪」。

## 生平
逍遙派雜學頗多，無崖子與蘇星河皆涉獵所多，而丁春秋唯讀專研武功，對其他雜學一竅不通，因此做不上逍遙派掌門(因無崖子訂下了規矩，只要學得本派雜學最多，就可做掌門)，亦間接令他背叛無崖子。
無崖子與蘇星河皆精通各種雜學，蘇星河每樣雜學細心研究，而丁春秋當時假裝資質不佳，每樣雜學只是稍作接觸，而不詳作研究，久而久至， 蘇星河的武功就不及丁春秋。丁春秋除專研武功之外，還暗中鑽研邪術。
后背叛師門，巧恰師叔李秋水被師父無崖子拋棄，心負意冷下打算向無崖子報復，因此他們互相勾結，並且有私情，及後這事被師伯天山童姥揭發，因而決定先下手為強。丁春秋突然發難，與師叔李秋水合力先向無崖子下毒，後又合力把無崖子打落懸崖，但李秋水不忍下毒手和良心發現，並阻止其進一步加害無崖子，拉着其離開。經此一役，他亦一直以為師父已被他打死了，因此日後在江湖上肆無忌憚。
逭事以後，與李秋水攜帶無崖子舆李秋水之女李青蘿和大理無量山洞中的武功秘籍到蘇州，後來為掩飾與師叔的私情，收了李青蘿為養女，李青蘿亦叫他爹爹。丁春秋與李青蘿情同親生父女，丁春秋一直對其照顧有加，時常潛入曼陀山莊教授李青蘿武功，並曾獲李秋水告知逍遙派的「小無相功」特殊修練方法，後將此功傳給李青蘿，而「龜息功」亦從李秋水手上習得。
後來未能破解蘇星河的奇門遁甲，因被蘇在命危之際拐騙丁春秋，由於丁春秋知道本派不少上乘武功無崖子是沒傳給蘇丁兩人，不過以為無崖子曾私下收藏秘秘笈，並把秘笈收藏地點說給蘇星河，因此向蘇星河逼供，而蘇有意無意地把逍遙派絕學説成藏於星宿海，丁春秋遂要脅蘇星河不得說話以保命，但其實那些秘笈一向分散在童姥、無崖子、李秋水三人手上。為了尋找秘笈，因此迁居星宿海，以地名为派名，自创了武林中臭名昭著的星宿派，專研毒物，發明多項毒功：如【三陰蜈蚣爪】，輕功為摘星功，丁春秋周身剧毒，又擅成名數十年的「化功大法」，殺人如麻。
丁春秋殺人不眨眼，最愛別人阿諛奉承，又最討厭別人馬屁拍到馬腳上，因此他只要和人過招佔上風，星宿派弟子就要大聲拍馬屁，但一見他落下風，就必須趕緊住嘴，以免遭殃。
丁春秋岀場時即用「化功大法」重創姑蘇慕容四大家臣和少林派達摩院首座玄難為首的一行少林僧，並擄獲他們，遠赴蘇星河所邀的「珍瓏」棋會，與蘇星河用火柱比內力，而後以「三笑逍遙散」毒殺蘇星河和玄難。
在與客店遇見姑蘇慕容氏家主慕容復，並暗中使「三笑逍遙散」，卻被慕容復加以「斗轉星移」「以彼之道，還施彼身」下丁春秋的弟子身上，展開激烈交戰時，慕容復為免中到「化功大法」而故意沒有身體接觸，但慕容復始終着了丁春秋的道，身中「化功大法」，卻又被慕容復加以「斗轉星移」還施下丁春秋的弟子身上，由於阿紫馬屁拍到馬腳上，毒瞎阿紫雙眼。
后在丐帮与少林派争夺中原武林盟主之际，被虚竹种下“生死符”并交给少林寺僧众看管。每年端午和重阳两节，僧众给他服食灵鹫宫的药丸，以解他生死符发作时的苦楚。至此生死悬于人手，无法为非作歹。

## 武功

### 天長地久不老常春功缺陷版
无崖子自天山童姥處習得，不需要返老還童，但需要時時服用毒蟲，一旦不服用，毒素反噬，就會全身皮膚肌肉潰爛而死。

### 化功大法
從逍遙派北冥神功的基礎上演化而來的邪功，能以劇毒傳入人體之內，受者手腳麻痺，經脈受損，內力無法使出，可当场立毙。丁春秋生平以此功殺人無數，而霸道於天下，天下武林之士想起此功，无不深恶痛绝，必然想起「星宿海丁老怪」的惡名。

### 小無相功
威力强大，其主要特点是不着形相，无迹可寻，拥有不知名的保命特性，以及促进练武的能力。秘笈是一本帳簿樣子,必須知道特殊修煉方法,方能修練原文出处：“原来虚竹背诵歌诀之时，在许多难关上都迅速通过，倒背时尤其显得流畅，童姥猛地里想起，那定是修习了“小无相功”之故。她与无崖子、李秋水三人虽是一师相传，但各有各的绝艺，三人所学颇不相同，那“小无相功”师父只传了李秋水一人，是她的防身神功，威力极强，当年童姥数次加害，李秋水皆靠“小无相功”保住性命。” 李秋水亦曾告知丁春秋此功的特殊修煉方法。

### 碧磷針
星宿派的暗器、毒物之一。

### 腐屍毒
星宿派的絶技。以腐爛的屍毒發動攻擊，令敵人避無可避。

## 影視形象

### 劇集
- 劉克宣：香港無綫電視《天龍八部》（1982年）
- 鹿峰：台灣中視《天龍八部》（1990年）
- 招石文：香港無線電視《天龍八部》（1997年）
- 申軍誼：江蘇省廣播電視總台、九洲音像出版公司聯合出品《天龍八部》（2003年）
- 王崗：中國華策影視、東陽大千影視聯合出品《天龍八部》（2013年）
- 苗皓鈞：中國新麗傳媒《新天龍八部》（2021年）

### 電影
- 徐少強：《新天龍八部之天山童姥》（1994年），永盛電影公司